# Jurgen Vanlerberghe
Jurgen Vanlerberghe (Roeselare, 21 februari 1969) is een Belgisch politicus voor Vooruit.

## Biografie
Vanlerberghe volgde zijn middelbare studies aan de Koninklijke Cadettenschool in Laken. In 1987 koos hij voor een opleiding aan de Koninklijke Militaire School. Hij studeerde er in 1991 af als licentiaat in de sociale en militaire wetenschappen. Meteen na zijn studies werd Vanlerberghe beroepsofficier in het Belgische leger. Zijn professionele carrière in het leger liep van 1991 tot 2000.
De politieke loopbaan van Vanlerberghe begon in 2000, toen hij adviseur werd op het kabinet van vicepremier Johan Vande Lanotte, wat hij bleef tot in 2004. Van 2004 tot 2009 was hij adjunct-provinciaal secretaris voor de sp.a in West-Vlaanderen. Tussen 2009 en 2011 werkte Vanlerberghe als adviseur van Vlaams minister Ingrid Lieten.
Begin december 2011 volgde Vanlerberghe John Crombez op in het Vlaams Parlement. Crombez maakte als staatssecretaris de overstap naar de federale regering. Als parlementslid was Vanlerberghe vast lid van de Commissie voor Landbouw, Visserij en Plattelandsbeleid. Als plaatsvervangend lid was hij actief in de Commissie voor Bestuurszaken, Binnenlands Bestuur, Decreetsevaluatie, Inburgering en Toerisme en in de Commissie voor Economie, Economisch Overheidsinstrumentarium, Innovatie, Wetenschapsbeleid, Werk en Sociale Economie.
Bij de verkiezingen van 25 mei 2014 stond Jurgen Vanlerberghe op de vierde plaats op de West-Vlaamse sp.a-lijst voor de Kamer van volksvertegenwoordigers. Ondanks bijna 8.700 voorkeurstemmen werd Vanlerberghe niet verkozen. Na zijn parlementaire loopbaan werd hij in 2014 wetenschappelijk medewerker op de studiedienst van sp.a. Van 2016 tot 2018 was hij kabinetschef bij de provincie West-Vlaanderen.
Op provinciaal niveau was Vanlerberghe van 2006 tot 2011 actief als provincieraadslid in West-Vlaanderen. Bij de verkiezingen in oktober 2018 werd hij opnieuw provincieraadslid en sinds december 2018 is hij ook gedeputeerde van de provincie. Als gedeputeerde is hij bevoegd voor milieu, natuur, landschap, landinrichting en informatietechnologie. Van 2018 tot 2024 was hij eveneens bevoegd voor mobiliteit en sinds 2024 tevens voor toerisme en recreatie.
Op lokaal vlak zetelt Jurgen Vanlerberghe sinds januari 2001 in de gemeenteraad van Poperinge. Van 2007 tot 2018 was hij schepen van deze stad, bevoegd voor sport, toerisme, feestelijkheden en huisvesting. Sinds 2019 is hij tevens bestuurder en lid van het directiecomité van de sociale huisvestingsmaatschappij De Mandel in Roeselare en voorzitter van de raad van bestuur van Regionaal Landschap Westhoek.

## Personalia
Vanlerberghe is getrouwd en heeft twee zonen.